# The Servant Question (film 1914 Essanay)
The Servant Question è un cortometraggio muto del 1914. Il nome del regista non viene riportato.

## Produzione
Il film fu prodotto dalla Essanay Film Manufacturing Company.

## Distribuzione
Distribuito dalla General Film Company, il film - un cortometraggio di una bobina - uscì nelle sale cinematografiche USA il 17 novembre 1914.
Viene citato in Moving Picture World del 14 novembre 1914.